# Arabesque

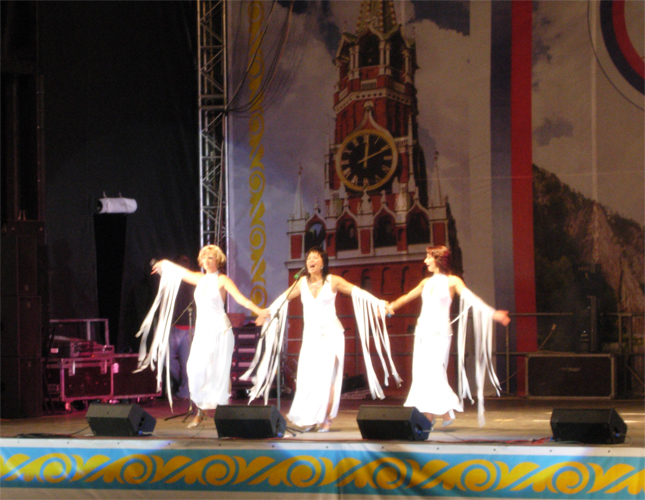
Arabesque på scen i Ufa i Ryssland.

Arabesque, var en tysk discogrupp som bildades 1977 och löstes upp 1984. De tre huvudsakliga medlemmarna var Sandra Ann Lauer, Michaela Rose och Jasmin Elizabeth Vetter.
Började med de tre medlemmarna Michaela Rose, Karen Ann Tepperis och Mary Ann Nagel. Den sistnämnda hoppade av efter första singeln Hello Mr Monkey och ersattes med Heike Rimbeau. Senare ersattes Karen Ann Tepperis med Jasmin Elizabeth Vetter, och slutligen år 1979 ersattes Heike Rimbeau med Sandra Ann Lauer som blev ledsångerska.
Gruppen skördade stora framgångar i Japan, men blev aldrig riktigt stora i Tyskland. År 1984 gick Sandras 5-årskontrakt med Arabesque ut, men vid den tidpunkten hade hon träffat sin framtida make och producent Michael Cretu som hjälpte henne med sin solokarriär. Därmed var Arabesque ett avslutat kapitel.
Michaela Rose och Jasmin Elizabeth Vetter bildade istället gruppen Rouge. Men utan Sandra blev det ingen vidare framgång och Rouge löstes upp 1988.

## Album
- 1978 - Arabesque - Friday Night
- 1979 - Arabesque II - Peppermint Jack
- 1980 - Arabesque III - Marigot Bay
- 1980 - Arabesque IV - Midnight Dancer
- 1981 - Arabesque V - Billy's Barbeque
- 1982 - Arabesque VI - Caballero
- 1982 - Arabesque VII - Why No Reply
- 1982 - Fancy Concert - Arabesque Live
- 1983 - Arabesque VIII - Loser Pays The Piper
- 1984 - Arabesque IX - Time To Say Good Bye
- 2018 - The Up Graded Collection (Original Michaela Rose)

## Singlar
- 1978 - Hello Mr Monkey
- 1978 - Friday Night
- 1979 - Fly High Little Butterfly
- 1979 - Rock Me After Midnight
- 1979 - Peppermint Jack
- 1980 - High Life
- 1980 - Parties In A Penthouse
- 1980 - Make Love Whenever You Can
- 1981 - Midnight Dancer
- 1981 - In For A Penny, In For A Pound
- 1981 - Billy's Barbeque
- 1981 - Hit The Jackpot
- 1981 - Caballero
- 1982 - Young Fingers Get Burnt
- 1982 - Why No Reply
- 1983 - Pack It Up
- 1983 - Dance Dance Dance
- 1983 - Loser Pays The Piper
- 1984 - Heart On Fire
- 1984 - Time To Say Good Bye
- 1998 - Hello Mr Monkey (Remix)
- 2008 - Margiot Bay 2008 (feat. Michaela Rose)
- 2014 - Dance Into The Moonlight (feat. Michaela Rose)
- 2017 - Zanzibar (Original Michaela Rose)